# توم ماكسويل
توم ماكسويل (بالإنجليزية: Tom Maxwell)‏ هو عازف قيثارة أمريكي، ولد في 25 يونيو 1968 في بالتيمور في الولايات المتحدة.

## وصلات خارجية
- توم ماكسويل على موقع ميوزك برينز (الإنجليزية)
- توم ماكسويل على موقع ديسكوغز (الإنجليزية)